# قائمة نزاعات الشرق الأوسط الحديثة
قائمة نزاعات الشرق الأوسط الحديثة تعني تلك القائمة بالنزاعات ما بعد الحكم العثماني، أي منذ 1918. ينقسم الشرق الأوسط تقليدياً إلى الهلال الخصيب (ما بين النهرين والشام) والمناطق المجاورة لها هي الجزيرة العربية والأناضول وإيران ومصر. وتشتمل المنطقة حالياً من مصر وتركيا وقبرص غرباً إلى إيران واليمن والخليج العربي في الشرق. النزاعات هي حوادث منفصلة لا تقل عن 100 ضحية. المذكور في النزاعات هو مجموع الوفيات، بما فيها النزاعات الفرعية.

## قائمة النزاعات
| التاريخ     | النزاع                                                  | الموقع | الخسائر             |
| ----------- | ------------------------------------------------------- | --- | ------------------- |
| 1902–1932   | حروب تأسيس السعودية [أ]                                 | إمارة الرياض مملكة الحجاز إمارة الكويت سلطنة نجد إمارة شرق الأردن العراق تحت الإنتداب مملكة الحجاز ونجد وملحقاتها             | 9,000-8,000         |
| 1910        | ثورة الكرك                                              | الأردن العثمانية | 150                 |
| 1915        | مذابح الأرمن                                            | الدولة العثمانية أرمينيا العراق المملكة السورية العربية اليونان                                                               | 1,500,000           |
| 1915        | مذابح سيفو                                              | الدولة العثمانية العراق المملكة السورية العربية                                                                               | 500,000             |
| 1918        | ثورة النجف 1918                                         | العراق البريطاني | 13- العشرات         |
| 1918–1922   | ثورة سيمكو شكاك                                         | فارس | 1,000–5,500         |
| 1919        | ثورة مصر 1919                                           | سلطنة مصر | 3,000-800           |
| 1919–1923   | حرب الاستقلال التركية [ب][تحقق من المصدر]               | تركيا اليونان أرمينيا الاتحاد السوفييتي                                                                                       | 170,500–873,000     |
| 1919–2003   | النزاع العراقي الكردستاني [ج]                           | العراق مملكة كردستان كردستان العراق                                                                                           | 320,000-141,000     |
| 1920        | الحرب السورية الفرنسية[بحاجة لمصدر]                     | المملكة السورية العربية الاستعمار الفرنسي على سوريا                                                                           | 5,000               |
| 1920        | ثورة العشرين العراقية                                   | الانتداب البريطاني على العراق                                                                                                 | 9,000-2,050         |
| 1923        | ثورة العدوان                                            | إمارة شرق الأردن | 100                 |
| 1924–1927   | الثورة السورية الكبرى[هل المصدر موثوق به؟]              | لبنان الكبير الاستعمار الفرنسي على سوريا دولة جبل الدروز دولة دمشق                                                            | 12,000-8,000        |
| 1925        | ثورة الشيخ سعيد.                                        | تركيا | 15,000–250,500      |
| 1929        | ثورة البراق 1929 [تحقق من المصدر]                       | الانتداب البريطاني على فلسطين                                                                                                 | 251                 |
| 1930        | ثورة أرارات                                             | تركيا جمهورية أرارات | 4,500–47,000        |
| 1933        | مذبحة سميل                                              | العراق | 300–3,000           |
| 1934        | الحرب السعودية اليمنية                                  | السعودية المملكة المتوكلية اليمنية                                                                                            | 2,100               |
| 1935        | ثورة الحضرة الرضوية                                     | مملكة إيران | 151                 |
| 1936-1935   | ثورة شيعة العراق 1935–1936                              | العراق | 500                 |
| 1935        | ثورة اليزيدية 1935                                      | العراق | 200                 |
| 1936–1939   | ثورة فلسطين 1936                                        | الانتداب البريطاني على فلسطين                                                                                                 | 5,000               |
| 1937        | ثورة درسيم                                              | تركيا | 40,000–70,000       |
| 1938–1948   | ثورة اليهود في فلسطين                                   | الانتداب البريطاني على فلسطين                                                                                                 | 1,000               |
| 1939–1945   | مسرح أحداث الشرق الأوسط خلال الحرب العالمية الثانية [د] | العراق مملكة إيران مصر لبنان الكبير الانتداب البريطاني على فلسطين جمهورية سوريا                                               | 46,000              |
| 1941-       | الفرهود                                                 | العراق | 100-175             |
| 1946        | ثورة طلاب مصر                                           | مصر | 100–300             |
| 1946–1947   | الأزمة الإيرانية في 1946 [هـ]                           | مملكة إيران جمهورية مهاباد جمهورية أذربيجان الشعبية الاتحاد السوفيتي                                                          | 2,000               |
| 1947-       | الصراع العربي الإسرائيلي[و]                             | الانتداب البريطاني على فلسطين مصر حكومة عموم فلسطين الجمهورية العربية المتحدة سوريا الأردن لبنان إسرائيل فلسطين قطاع غزة      | 73,000–84,000       |
| 1947–1948   | ثورة عبد الله الوزير                                    | المملكة المتوكلية | 4,000–5,000         |
| 1948        | انتفاضة الوثبة                                          | المملكة العراقية | 300–400             |
| 1952        | ثورة 23 يوليو                                           | مصر | 1,000               |
| 1953        | انقلاب إيران 1953                                       | مملكة إيران | 800-300             |
| 1954–1960   | حرب الجبل الأخضر                                        | سلطنة مسقط وعمان | 523-100             |
| 1955–1959   | أزمة مكاريوس                                            | قبرص البريطانية | 400–600             |
| 1956–1960   | ثورة القبائل العدنية                                    | مستعمرة عدن | 1,000               |
| 1958        | أزمة لبنان 1958                                         | لبنان | 1,300–4,000         |
| 1958–1959   | حركة تموز 1958                                          | الإتحاد العربي العراق | 2,000–4,000         |
| 1962–1970   | ثورة 26 سبتمبر [ز]                                      | المملكة المتوكلية اليمنية الجمهورية العربية اليمنية السعودية                                                                  | 100,000–200,000     |
| 1962–1975   | ثورة ظفار                                               | عمان الجبهة الشعبية لتحرير عمان                                                                                               | 10,000              |
| 1963        | ثورة بيضاء (إيران)                                      | مملكة إيران | 100                 |
| 1963        | حركة 8 شباط 1963                                        | العراق | 5,000               |
| 1963        | انقلاب الثامن من آذار                                   | الجمهورية العربية المتحدة سوريا                                                                                               | 820                 |
| 1963–1967   | ثورة 14 أكتوبر                                          | اتحاد الجنوب العربي اليمن الجنوبي                                                                                             | 2,096               |
| 1964        | احتجاجات حماة 1964                                      | سوريا | 70–100              |
| 1966        | انقلاب البعث الجديد في سوريا 1966                       | سوريا | 400                 |
| 1970–1971   | أيلول الأسود                                            | الأردن | 2,000–25,000        |
| 1974        | الغزو التركي لقبرص                                      | تركيا[بحاجة لمصدر] اليونان[بحاجة لمصدر] قبرص                                                                                  | 965–2,000           |
| 1975–1990   | حرب أهلية لبنانية (1975) [ح]                            | لبنان | 150,000             |
| 1976–1979   | العنف السياسي في تركيا في عقد 1970                      | تركيا | 5,000–5,388         |
| 1976–1982   | تمرد الإخوان المسلمين                                   | اتحاد الجمهوريات العربية سوريا                                                                                                | 40,000              |
| 1977        | المناوشات المصرية الليبية                               | مصر, ليبيا | 500                 |
| 1977        | انتفاضة الخبز (1977)                                    | مصر | 70–800              |
| 1978–1979   | الثورة الإيرانية الإسلامية                              | مملكة إيران إيران | 3,164–60,000        |
| 1979–1980   | توطيد الثورة الإيرانية [ط]                              | إيران | 10,171              |
| 1979–1983   | اضطرابات المنطقة الشرقية بالسعودية                      | السعودية | 182–219             |
| 1979        | حادثة الحرم المكي                                       | السعودية | 307                 |
| 1980        | إنقلاب تركيا العسكري 1980                               | تركيا | 127–550             |
| 1980        | انتفاضة شيعة العراق (انتفاضة الصدر الأولى)              | العراق | 1,000–30,000        |
| 1980–1988   | حرب الخليج الأولى [ي]                                   | إيران العراق | 1,000,000–1,250,000 |
| 1984–       | النزاع التركي الكردي[تحقق من المصدر]                    | تركيا العراق سوريا كردستان العراق                                                                                             | 30,000–100,000      |
| 1986        | حرب 1986                                                | اليمن الجنوبي | 5,000–12,000        |
| 1986        | أحداث الأمن المركزي في مصر 1986                         | مصر | 107                 |
| 1986        | تفجيرات دمشق 1986 [بحاجة لمصدر]                         | سوريا | 204                 |
| 1987        | أحداث مكة 1987                                          | السعودية | 402                 |
| 1987-1988   | التصفيات الداخلية لمنظمة أبو نضال                       | لبنان سوريا | 600                 |
| 1990-1996   | تمرد الحزب الديمقراطي الكردستاني الإيراني [الإنجليزية]  | إيران | 500-1,000           |
| 1990–1991   | حرب الخليج الثانية                                      | العراق الكويت السعودية عمان الامارات قطر البحرين                                                                              | 40,000–57,000       |
| 1991        | الانتفاضة الشعبانية                                     | العراق | 50,000–100,000      |
| 1992–2000   | الإرهاب في مصر [بحاجة لرقم الصفحة]                      | مصر | 1,300–2,000         |
| 1994        | حرب 1994 الأهلية في اليمن                               | اليمن | 7,000–10,000        |
| 1995–       | الإرهاب في السعودية                                     | السعودية | 400                 |
| 1998        | عملية ثعلب الصحراء                                      | العراق | 600–2,000           |
| 1999        | انتفاضة الشيعة الثانية                                  | العراق | 100-200             |
| 2003–2011   | حرب العراق [ك]                                          | العراق | 109,032–150,726     |
| 2003–2009   | تمرد البلوش في إيران [هل المصدر موثوق به؟]              | إيران | 155-400             |
| 2004        | أحداث القامشلي 2004                                     | سوريا | 30–100              |
| 2004–2010   | نزاع صعدة                                               | السعودية اليمن | 8,000-25,000        |
| 2004–       | صراع إيران وبيجاك                                       | إيران | 575-734             |
| 2006–       | صراع الأخوة                                             | السلطة الفلسطينية حركة حماس                                                                                                   | 600–700             |
| 2007        | الصراع في شمال لبنان 2007                               | لبنان | 470–532             |
| 2008        | أحداث 7 أيار                                            | لبنان | 105                 |
| 2009–       | التمرد في جنوب اليمن                                    | اليمن | 1,554               |
| 2009–2010   | احتجاجات الانتخابات الإيرانية 2009-2010                 | إيران | 27–150              |
| 2010–       | الحرب على القاعدة في اليمن                              | اليمن | 944                 |
| 2010–       | الربيع العربي                                           | تونس مصر سوريا اليمن ليبيا | 62,000-72,000       |
| 2011-       | الإرهاب في سيناء                                        | مصر | 100-105             |
| 2011-       | التمرد في العراق                                        | العراق | 2,200-4,600         |
| 2011-       | الصراع في لبنان 2012                                    | لبنان | 106-107             |
| 2011 - 2020 | التمرد في القطيف 2011                                   | السعودية | 200-250             |
| 2014-       | العمليات العسكرية ضد داعش                               | البحرين، مصر، سوريا، لبنان، السعودية، العراق، الولايات المتحدة، الأردن، المملكة المتحدة، الإمارات العربية المتحدة، قطر، تركيا | غير معلوم           |
| 2015-       | الحرب الأهلية اليمنية والتدخل العسكري في اليمن          | اليمن، السعودية ، مصر، البحرين، الولايات المتحدة، الأردن، المملكة المتحدة، الإمارات العربية المتحدة، قطر، السودان، باكستان    | غير معلوم           |
| 2017-       | التمرد العراقي (2017-الآن)                              | العراق | غير معلوم           |

## تفصيل الخسائر
[أ].^ تأسيس السعودية (اجمالي الخسائر 7,989–8,989+)
معركة الرياض (1902) – 37 قتيل.
معركة الدلم (1903) – 410 قتيل.
الحرب السعودية الرشيدية (1903–1907) – 2,300+ قتيل.
الحاق الإحساء والقطيف (1913) - غير معروف.
معركة جراب (1915) - غير معروف.
معركة كنزان (1915) - غير معروف.
حرب الحجاز-نجد الأولى 1918-1919 - 1,392 قتيل
معركة حمض - غير معروف.
معركة الجهراء (1920) - 200-800 قتيل.
غزو الإخوان للعراق 1921 - 700 قتيل.
سقوط حائل - غير معروف.
غارات الإخوان على شرق الأردن 1922-1924 - 500-1,500 قتيل.
الحرب النجدية الحجازية (1924-1925) - 450 قتيل.
ثورة الإخوان (1927-1930) - 2,000 قتيل.
[ب].^حرب الاستقلال التركية (اجمالي الخسائر 170,500-873,000+):
الحرب التركية اليونانية - 70,000–400,000 خسائر بشرية[تحقق من المصدر]
الحرب التركية الفرنسية - 40,000 قتيل.[بحاجة لمصدر]
الحرب التركية الأرمينية - 60,000–432,500 قتيل.
تمرد كوجكيري - 500 قتيل.
ثورة أحمد انزافور [الإنجليزية] - غير معروف.
ثورة قوة انضباطية - غير معروف.
[ج].^النزاع العراقي الكردستاني (إجمالي الخسائر 138,800-320,100) من:
ثورة محمود برزنجي - غير معروف.
ثورة أحمد برزنجي (1931) - غير معروف.
ثورة اكراد العراق (1943) - غير معروف.
الحرب العراقية الكردية الأولى (1961-1970) - 75,000-105,000 قتيل.
الحرب العراقية الكردية الثانية (1974-1975) - 9,000 قتيل.
تمرد الاتحاد الوطني الكردستاني (1976-1978)- 800 قتيل.
انتفاضة أكراد العراق (1982-1988) - 50,000-198,000 قتيل.
انتفاضة السليمانية 1991 - 700-2,000 قتيل.
حرب أكراد العراق الأهلية (1994-1997) - 3,000-5,000 قتيل.
غزو العراق - قتل عدة مئات (~300) في الجبهة الكردية، على الأقل 24 من البشمركة.
[د].^مسرح أحداث الشرق الأوسط خلال الحرب العالمية الثانية (اجمالي عدد الخسائر 12,338-14,898+) of:
الحرب الأنجلو-عراقية - 560 قتيل على الأقل.
الفرهود 175-780 قتيل.
حملة سوريا-لبنان 10,404-12,964 قتيل.
الغزو الأنجلو-سوفيتي لإيران 100-1,062 قتيل.
تفجيرات فلسطين في الحرب العالمية الثانية 137 قتيل.
تفجيرات البحرين في الحرب العالمية الثانية - غير معروف.
[هـ].^الأزمة الإيرانية في 1946 (اجمالي عدد الخسائر 1,921+):
أزمة جمهورية أذربيجان الشعبية - 421 قتيل.
أزمة جمهورية مهاباد - ~1,000 قتيل.[بحاجة لمصدر]
فترة فوضى - 500 قتيل.
[و].^الصراع العربي الإسرائيلي (اجمالي عدد الخسائر 73,338-84,338+):

النزاع الفلسطيني الإسرائيلي (1947-إلى الآن) - 20,000 قتيل.
حرب التطهير العرقي لفلسطين 1947 - 1948
هجمات الفدائيين وعمليات الإنتقام
التمرد الفلسطيني في جنوب لبنان
الانتفاضة الأولى
الانتفاضة الثانية
النزاع بين إسرائيل وغزة
حرب 1948 - 14,400 ضحية.
عمليات الإنتقام (عقد 1950) - 3,456 ضحية.
العدوان الثلاثي (1956) - 3,203 قتيل.
حرب 1967 - 13,976 قتيل.
حرب الاستنزاف (1967-1970) - 6,403 قتيل.
حرب أكتوبر (1973) 10,000–21,000.
حرب لبنان 2006 - 1,900 قتيل.
[ز].^حرب اليمن (إجمالي الخسائر 100,000-200,000):
حملة رمضان
حملة حرض
هجمات الملكيين 1965
حصار السبعين 1967
[ح].^الحرب الأهلية اللبنانية (إجمالي الضحايا البشرية 39,132-43,970+):
حادثة عين الرمانة - 27 قتيل.
حرب المئة يوم - 160 قتيل.
مجزرة الكرنتينا - 1,000-1,500 قتيل.
مجزرة الدامور - 684 قتيل.
معركة الفنادق - 700 قتيل.
السبت الأسود (لبنان) - 200-600 قتيل.
مذبحة تل الزعتر - 1,778-3,278 قتيل.
حرب لبنان 1982 - 28,280 قتيل.
مذبحة صبرا وشاتيلا - 762-3,500 قتيل.
حرب المخيمات (1986-1987) - 3,781 قتيل.
حرب الجبل - 1,600 قتيل.
حرب الإلغاء (1989-1990) - غير معروف.
مذبحة 13 أكتوبر - 500-700 قتيل منهم 260 مدني قتيل.
[ط].^توطيد الثورة الإيرانية (إجمالي الضحايا التي احصيت 12,000):
ثورة الأكراد في إيران 1979 - 10,171+ مابين قتيل واعدام.
انتفاضة الأهواز 1979 - 112+ قتيل.
انتفاضة خراسان 1979 - غير معروف.
انتفاضة الأذريين 1979 - غير معروف.
انتفاضة بلوشستان 1979 - 50 قتيل.
أزمة رهائن إيران - 9 قتلى.
اصطدامات طهران 1979-1980 - غير معروف.
[ي].^حرب الخليج الأولى (عدد الوفيات الكلي 645,000-823,000+):
الضربة الجوية 1980
ثورة مجاهدي خلق 1981-1982
تحرير المحمرة 1982 - 17,000 قتيل.
عملية الفتح المبين 1982 - 50,000 من الضحايا البشرية
عملية رمضان 1982 - 80,000 قتيل.
ثورة الأكراد 1983-1988 (من ضمنها حملة الأنفال) 50,000-198,000 قتيل.
عملية ماقبل الفجر 1983 - 6,000+ قتيل
عملية والفجر 3 - 162,000 قتيل
عملية والفجر 5 1984 - 50,000 قتيل
عملية والفجر 6 1984 - غير معروف
عملية خيبر 1984 - 49,000 قتيل
حرب الناقلات 1984
عملية بدر (1985) - 30,000-32,000
حرب المدن 1985-1987
عملية والفجر 8 1986 - غير معروف
عملية كربلاء-4 1986 - 15,000 قتيل
عملية كربلاء-5 - 85,000 قتيل
عملية نصر 4 - غير معروف
عملية كربلاء-10 - غير معروف
عملية مرصاد 1987 - 4,900 قتيل
إعدام السجناء السياسيين في إيران سنة 1988 2,000 - 30,000 شخص اعدم.
[ك].^حرب العراق (عدد الوفيات الكلي 86,000-101,000):
غزو العراق - 35,000 قتيل
التمرد العراقي (2003–2006) - 15,000 قتيل
العنف الطائفي في العراق 2006-2008 - 30,000-40,000 قتيل
التمرد العراقي (2008-2011) - 5,000-10,000 قتيل
اتفاق انسحاب القوات الأمريكية من العراق - ~1,000 قتيل
التمرد العراقي (بعد الإنسحاب الأمريكي) - 878-1,180 قتيل
[ل].^الثورات العربية في سوريا (بالإضافة إلى الاشتباكات الطائفية اللبنانية) واليمن ومصر والسعودية وعمان والبحرين (عدد القتلى الكلي 10,571-14,732+):
أحداث سوريا 2011-2012 - 7,479-11,547 قتيل
الاحتجاجات اليمنية - 1,784-1,870 قتيل
الأزمة المصرية
ثورة 25 يناير - 846 قتيل
ما بعد رحيل مبارك - 300+ قتيل
الاحتجاجات البحرينية 2011 - 182 قتيل
الاحتجاجات اللبنانية 2011 - 1 قتيل
الاحتجاجات العمانية 2011 - 2-6 قتيل
الاحتجاجات السعودية 2011–2013 - 37 قتيل
الاحتجاجات العراقية 2011 - 35 قتيل
احتجاجات الأهواز 2011 - 12-15 قتيل